# Max Mauthner
Max Mauthner, též Max von Mauthner (22. července 1838 Praha-Staré Město – 28. prosince 1904 Vídeň), byl rakousko-uherský, respektive předlitavský (rakouský) průmyslník a politik, poslanec Říšské rady.

## Biografie
Pocházel z rozvětvené židovské rodiny, jejíž četní členové dosáhli všeobecného věhlasu. Bratr Ludwig Mauthner byl oftalmologem, další bratr Josef Mauthner spisovatelem a jiný bratr Philipp von Mauthner působil jako advokát.
Max Mauthner byl vlastníkem průmyslového podniku Wienersdorfer Malzfabrik Mauthner. Roku 1868 se stal členem a později i prezidentem Dolnorakouské obchodní komory. V čele komory zasedal od roku 1892 a do své smrti roku 1904. Podílel se na ovlivňování legislativy a přípravě četných světových výstav. Roku 1893 také vstoupil do vedení První rakouské spořitelny (předchůdce nynější Erste Bank) a v letech 1899–1904 byl i jejím ředitelem.
V roce 1879 se stal poslancem Říšské rady (celostátní zákonodárný sbor), kde zastupoval kurii obchodních a živnostenských komor, obvod Vídeň. Slib složil 18. března 1879. Mandát následně obhájil ve volbách roku 1879, volbách roku 1885, volbách roku 1891 a volbách roku 1897. V dolní komoře parlamentu setrval do 17. září 1899, kdy byl povolán do Panské sněmovny. Ve sněmovně ho pak nahradil poslanec Rudolf Kitschelt.
Na Říšské radě se v říjnu 1879 uvádí jako člen staroněmeckého Klubu liberálů (Club der Liberalen). Od roku 1881 byl členem klubu Sjednocené levice, do kterého se spojilo několik ústavověrných (liberálně a centralisticky orientovaných politických proudů). Za tento klub uspěl i ve volbách roku 1885. Po rozpadu Sjednocené levice přešel do frakce Německorakouský klub. V roce 1890 se uvádí jako poslanec obnoveného klubu německých liberálů, nyní oficiálně nazývaného Sjednocená německá levice. I ve volbách roku 1891 byl na Říšskou radu zvolen za klub Sjednocené německé levice. Ve volbách roku 1897 uspěl za Německou pokrokovou stranu. Bezprostředně po volbách se ale uvádí jako předseda poslaneckého klubu Freie Deutsche Vereinigung, který existoval na Říšské radě samostatně vedle klubu Německé pokrokové strany.
V roce 1899 se stal členem Panské sněmovny (nevolená horní komora Říšské rady).
Jako zástupce podnikatelského svazu a dlouholetý zákonodárce měl významný podíl na legislativě spojené s podnikáním a ekonomikou. Roku 1876 šlo o reformu domovní daně, roku 1886 se podílel na přípravě zákona o úrazovém pojištění, téhož roku na reformě cukerné daně, roku 1887 ovlivnil zákon o nemocenském pojištění, roku 1890 zákon o daňovém zvýhodění dělnických bytů. Roku 1892 v parlamentu dohlížel na přijetí zákona o dani z příjmu. Byl zpravodajem při reformě celních sazeb a měl vliv na dojednávání obchodních smluv s Francií a Švýcarskem.